# Wasłowiwci
Wasłowiwci (ukr. Васловівці) – wieś na Ukrainie, w obwodzie czerniowieckim, w rejonie czerniowieckim, w hromadzie Horiszni Szeriwci. W 2001 liczyła 1374 mieszkańców, spośród których 1372 wskazało jako ojczysty język ukraiński, a 2 rosyjski.

## Urodzeni
- Eugeniusz (Hakmann)